# Gale (alfarero)

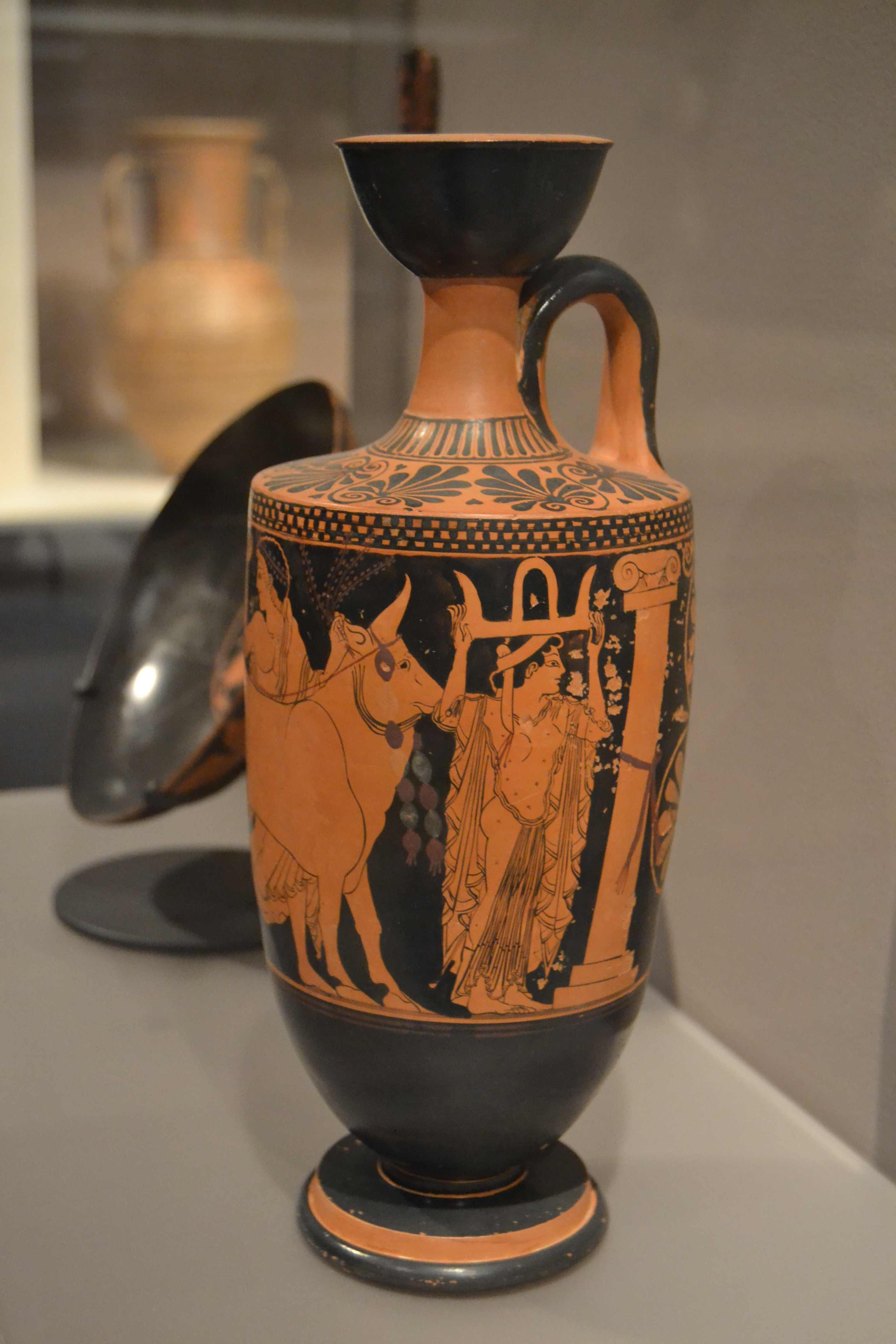
El lécito de Boston.

Gale (en griego antiguo: Γαλές) fue un antiguo alfarero ático activo en Atenas en el último tercio del siglo VI a. C.
Solo se lo conoce a por dos firmas en dos lécitos decorados con figuras rojas. Ambos vasos fueron decorados por el mismo pintor, que recibió el nombre de Pintor de Gale en honor al alfarero. Es posible que el alfarero y el pintor fueran la misma persona. Todavía no se le han atribuido otras obras por comparaciones estilísticas.

## Obras
1. Lécito, Museo de Bellas Artes, Boston, número de inventario 13.195, encontrado en Gela, motivo: vacas llevadas en procesión al altar del sacrificio[1]
2. Lekythos, Museo Arqueológico Regional de Siracusa,  número de inventario 26967, encontrado en Gela, motivo: escena de comasta[2]